# スキピオニクス
スキピオニクス（Scipionyx）は白亜紀前期（約1億1300万年前）に現在のイタリアに生息していたの獣脚類恐竜の属の一つである。
現在のところ発見されているスキピオニクスの化石は1981年にアマチュア古生物研究家により発掘された1標本のみである。この標本は1993年に専門家による科学的な検証が行われ、1998年にタイプ種Scipionyx samniticus と命名された。属名は「スキピオの爪」を意味する。筋肉や腸といった軟組織や内臓が広範囲に渡って保存されている貴重な標本であり、この発見は世間の大きな注目を集めた。化石からは組織の細部の様々な構造が見て取れ、筋肉や骨細胞の内部構造すら観察できる箇所もあった。また、この恐竜はイタリアで発見された最初の恐竜でもある。このように重要な標本であり、熱烈な研究が続けられている。
化石は全長わずか50cmほどの幼体のものであり、おそらく生後3日ほどの個体である。二足歩行の捕食者であり、長い尾によって臀部は水平に保たれていた。近縁種との比較から体の表面はおそらく原始的な羽毛で覆われていたと推測されるが、この標本にはそれらの痕跡や皮膚の痕跡は一切残っていない。
腸内には半消化状態の食物が残されており、トカゲや魚を食べていたことがわかっている。これらは食物はおそらく親によって幼体に給餌されたものであると推定される。内臓の位置からの推定でスキピオニクスの呼吸法について探ろうとする研究者もいるが、結論については現在のところ意見の一致をみていない。

## 発見と命名の歴史

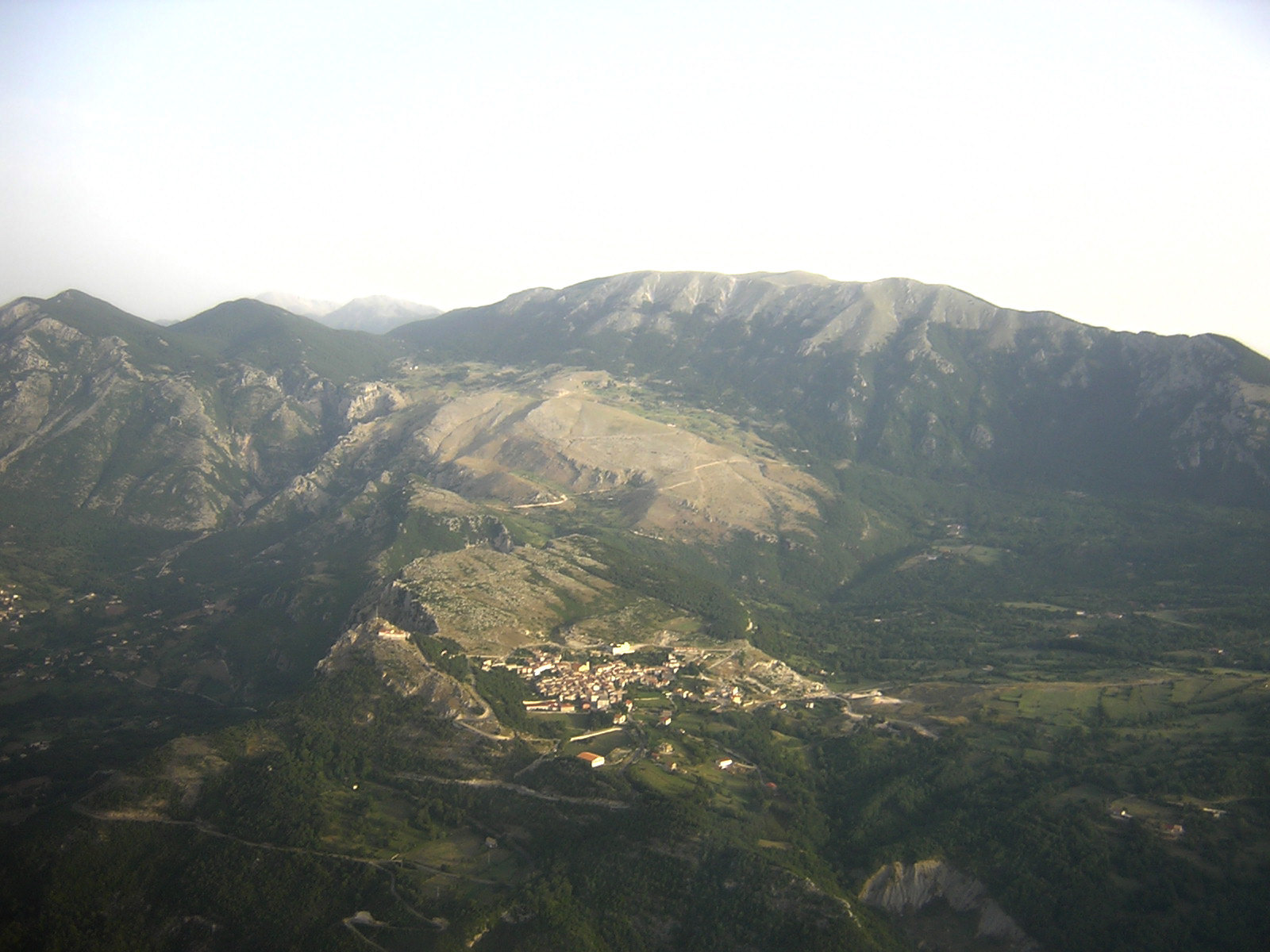
発掘地のすぐ下にあるピエトラローヤ村

スキピオニクスは1981年にアマチュア古生物研究家のGiovanni Todescoによりナポリの約70 km北東にあるピエトラローヤ村の縁にある小さなLe Cavere採石場で発見された。化石が発見されたこの地は海成ピエトラローヤ石灰岩層、もしくはPlattenkalkと呼ばれる保存状態の良い珍しい化石が産出することで知られる地層である。Todescoはこの化石が絶滅した鳥類のものであると考えた。ヴェローナ近郊のサン・ジョヴァンニ・イラリオーネにある自宅の地下室でこの化石の剖出作業を行った。Todescoは剖出を行うにあたって光学機器は一切使用せず、化石の上のチョーク (岩石)の母岩を取り除いたあとビニルグルーで覆った。Todescoは化石の入った石板の縁に破片を貼り付けて強化した。また化石を完全に回収することに失敗し、作業のどこかで化石を大きく欠失したため、欠けた部分と同じようにポリエステル樹脂製の偽の尾を付け加えた。1993年初頭、Todescoこの化石の動物に歯の突き出た顎にちなんだcagnolino、"little doggie"という愛称をつけ、ミラノ市立自然史博物館の古生物学者Giorgio Teruzziのもとに見てもらいに行った。Teruzziはこの化石を獣脚類恐竜の幼体であると同定し、ミラノの守護聖人アンブロジウスにちなんでAmbrogio という愛称を名づけた。Teruzzi自身は恐竜の専門家ではなかったため、同僚の父Guiseppe Leonardiに助言を求めた。イタリアではこういった化石などの発見物は法律で国有財産となるため、Todescoは科学記者Franco Caponeに発見を当局に報告するように説得された。1993年10月15日にTodescoは化石を直接ナポリの考古学監督に届けた。標本はSoprintendenza per i Beni Archeologici di Salerno, Avellino, Benevento e Caserta　の収蔵物に加えられ、公式には現在もその状態にある。2002年4月19日からベネヴェント考古学博物館で展示された。

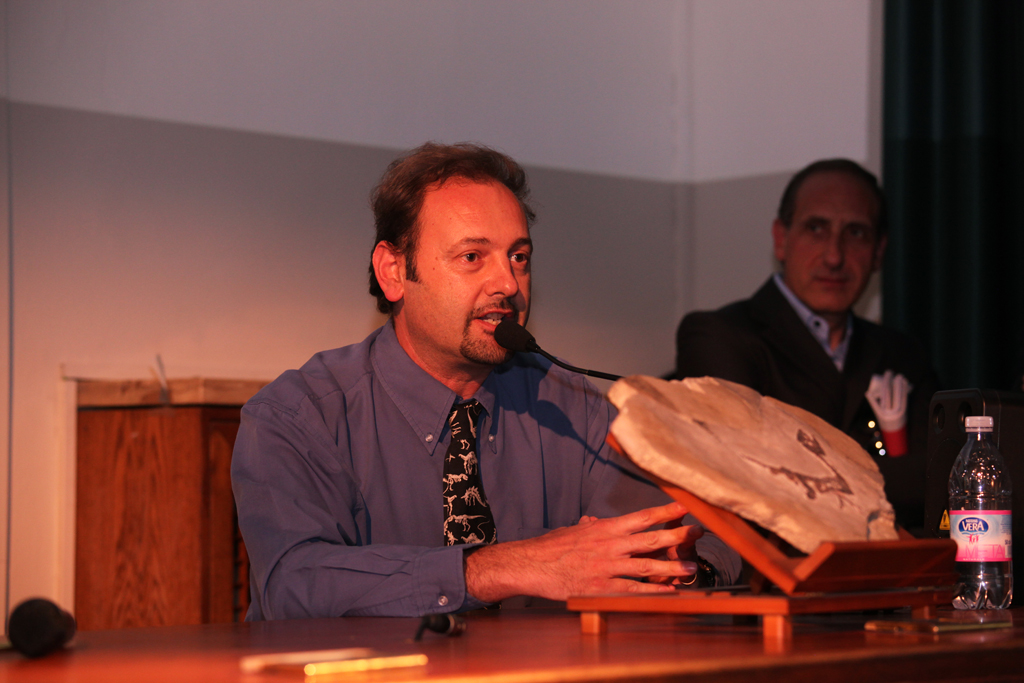
標本のレプリカを持つクリスティアーノ・ダル・サッソ

1993年にTeruzziとLeonardiはこの発見について科学的な報告したところ、イタリアで最初の恐竜の発見であったため注目を集めた。また発表時に大衆雑誌Oggiはこの動物に典型的なナポリの男の子の名前であるCiro という愛称をつけた。これはチーフディレクターのPino Aprileのアイディアである。1994年にはLeonardiがこの発見に関する長大な論文を発表した。1995年にフェデリコ2世・ナポリ大学のMarco Signoreは化石の長い記載を含む学位論文を提出し、この動物を「Dromaeodaimon irene」と命名した。学位論文は出版物とは認められないため、この命名は不正当な nomen ex dissertatione（学位論文による命名）の状態ままであった。一方、サレルノではSergio Rampinelliが化石の更なる剖出を始めており、300時間に及ぶ作業の結果Todescoにより付けられた偽の尾が除去され、保護用のため付けられたビニルグルーを化石保存用の樹脂と取り替え、化石を露出させる作業の仕上げが行われた。この時にこの標本には軟組織の大部分が保存されていることが判明した。
1998年にCiroと名づけられたこの標本は大部分の軟組織が保存された貴重なものであることから、雑誌ネイチャーの表紙を飾り、Marco Signore およびクリスティアーノ・ダル・サッソによりタイプ種Scipionyx samniticus として命名、記載された。属名Scipionyx はラテン語の名前Scipio と古代ギリシャ語で「爪を意味する」 ὄνυξ（onyx）から派生した語で、組み合わせて「スキピオの爪」を意味する。「スキピオ」は18世紀の地質学者であり、化石の発見地の累層を最初に記載した スキピオーネ・ブライスラークとハンニバルと戦った有名なローマの執政官であるスキピオ・アフリカヌスの両方にちなんだものである。種小名samniticus  は「サムニウムからの」を意味し、ピエトラローヤ周辺地域のラテン語名サムニウムに由来する。「Italosaurus」、 「Italoraptor」、 「Microraptor」などいくつか別の名前も考案されたが棄却された。
ホロタイプSBA-SA 163760はアルビアン前期の約1億1000万年前の地層から発見され、幼体の個体のほぼ完全な骨格であり、失われているのは尾の先端と下肢、右の第二指のかぎ爪のみである。広範に渡り軟組織が保存されているものの、皮膚および鱗、羽毛といった体の表面を覆うものは一切保存されていない。
この発見は特に重要性があるため、化石は2005年12月から2008年10月の間にミラノで集中的な研究が行われ、2011年にダル・サッソとSimone Maganucoによりモノグラフとして発表された。このモノグラフには単一の恐竜の種についてのものとしてはこれまで最も広範な情報が記載されている。

## 特徴

### 大きさ

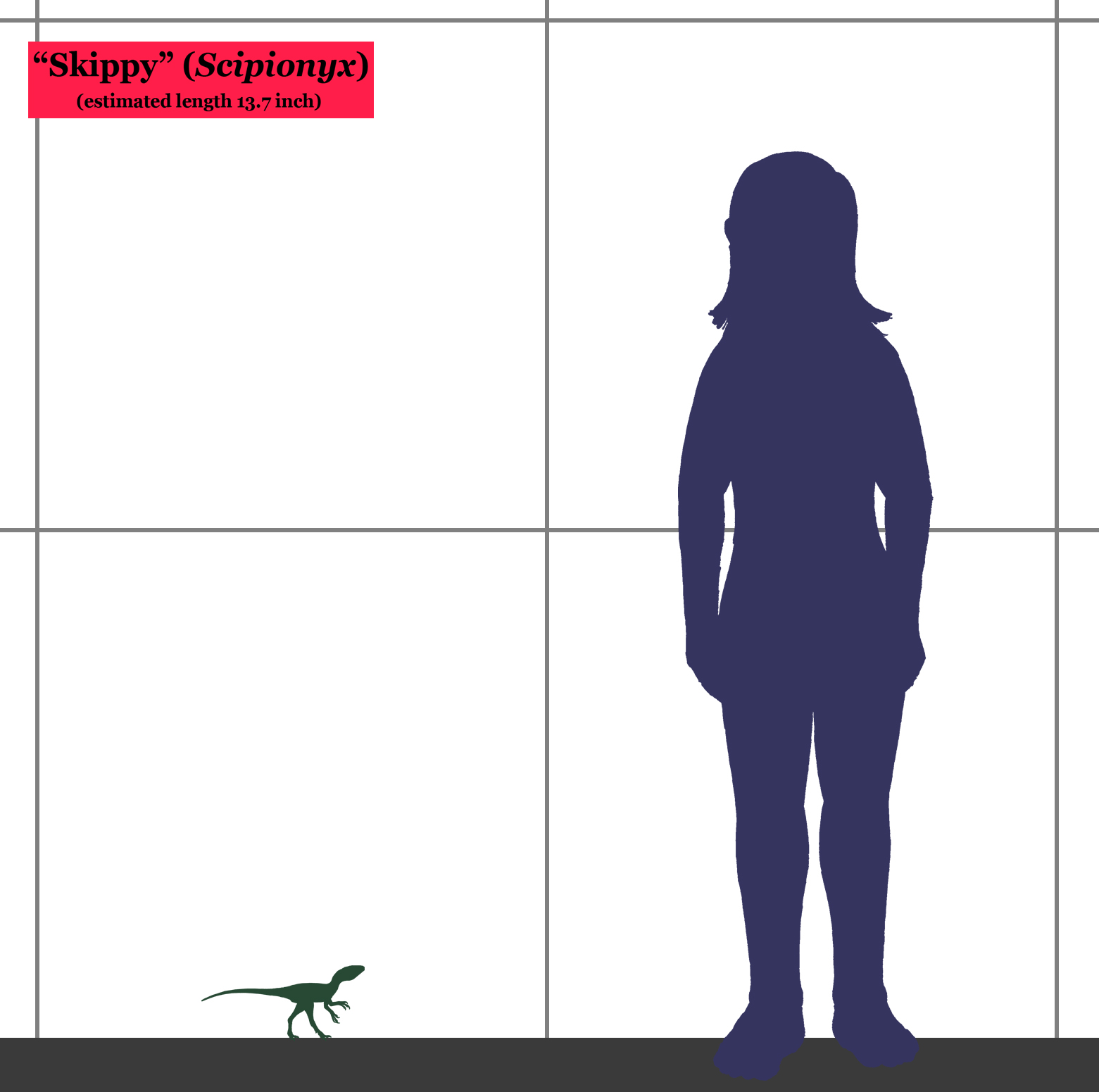
ヒトと幼体標本の大きさ比較

スキピオニクスのホロタイプは非常に小さな幼体のものであり、化石に保存されていた全長はたった237mmしかない。2011年にダル・サッソとMaganucoは失われた尾の先も含めた全長を推定をおこない、461mmとした。この標本はロウリンハサウルスやアロサウルスなど相当な大きな獣脚類の胚や雛と比べてもあまりに小さくない。しかし、コンプソグナトゥス科の種と類似していることを考慮すると、スキピオニクスの成体の大きさは知られる限り最大のコンプソグナトゥス科の恐竜であるシノカリオプテリクスの全長237cmを超えるものではない可能性が高い。雛は長さ11cm、幅6cmの広い卵の中に置かれていたことになり、これは成体の体に対してかなり大きな卵であったことになる。

### 体格一般

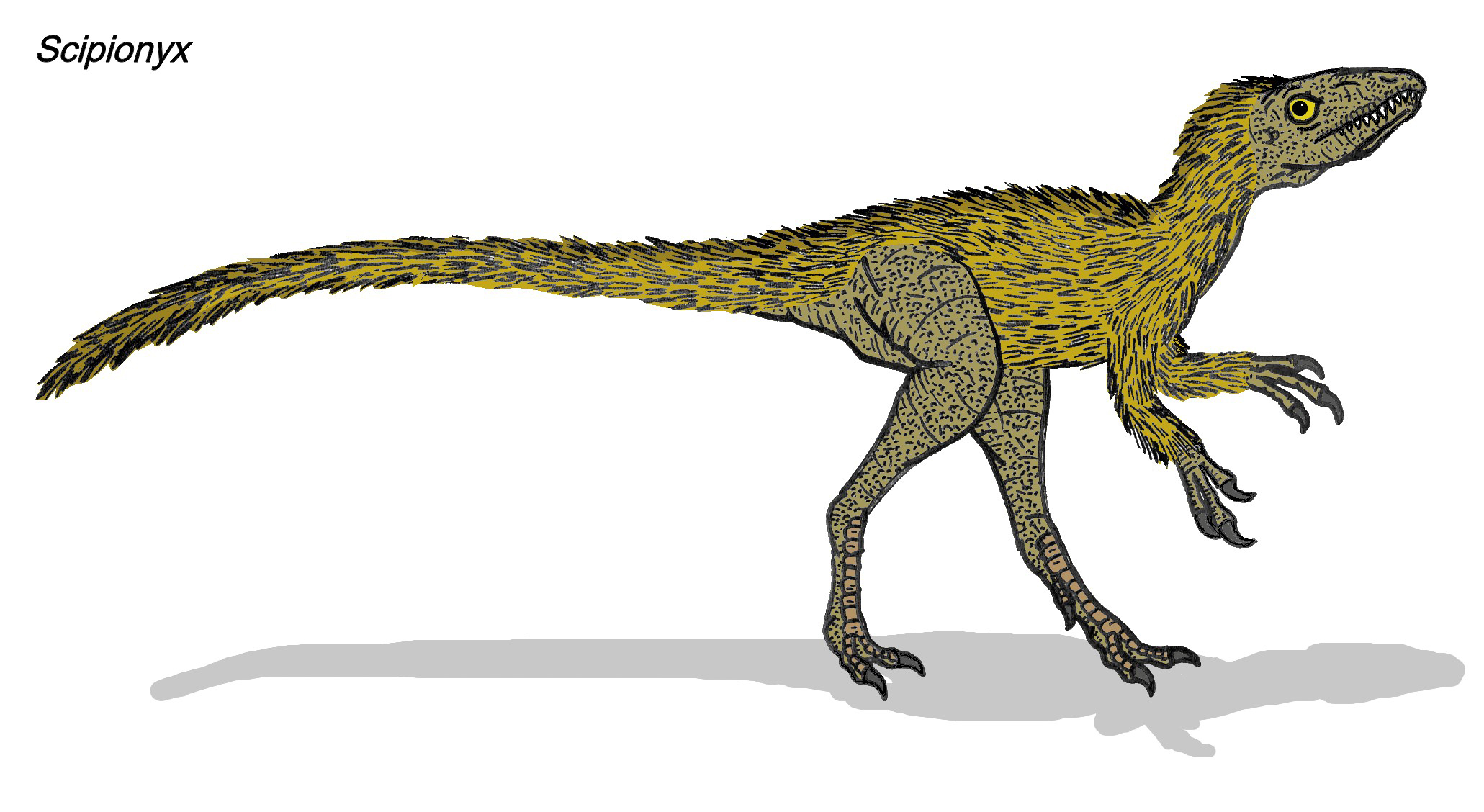
復元図

ホロタイプはおそらく生後数日の雛のものであり、成体の体格を正確に求めることは困難であるが、ある程度の一般的な結論は十分できる。スキピオニクスは小型で二足歩行の捕食者である。長い尾によりバランスされて臀部は水平に保たれていた。首は比較的長く、細い。四肢は細長く、特に前肢がかなり細長い。ダル・サッソとSimone Maganucoはコンプソグナトゥス科などの近縁種で知られているように、この動物も生存時は原羽毛で覆われていた可能性が高いと考えた。

### 記相となる特徴
2011年の研究では以下のような8つの固有派生形質が確立され、これにより近縁種と識別される。
- 前上顎骨には5本の歯がある。
- 頭頂骨および前頭骨が接触していて、上側頭窓に窪みがある。
- スカルルーフ（英語版）は開口していて、後眼窩骨に曲がりくねった隆起がある。
- 鱗状骨下部の分岐に長方形の端がある。
- 手首はたった二本の重なりあった骨で構成されている：橈骨および第一、第二手根骨が癒合したものからなる下腕部で癒合した手根骨は（マニラプトル形類のような）三日月形ではなくレンズ型で、平らで継ぎ目なく癒合している。
- 第一指が著しく細長く、第三指より23%長い。
- 腸骨の前縁の切れ込みが前を向き、あまり発達していない。
- 坐骨の骨幹の前縁に端が長方形の長い閉塞筋突起がある[10]。

### 頭骨

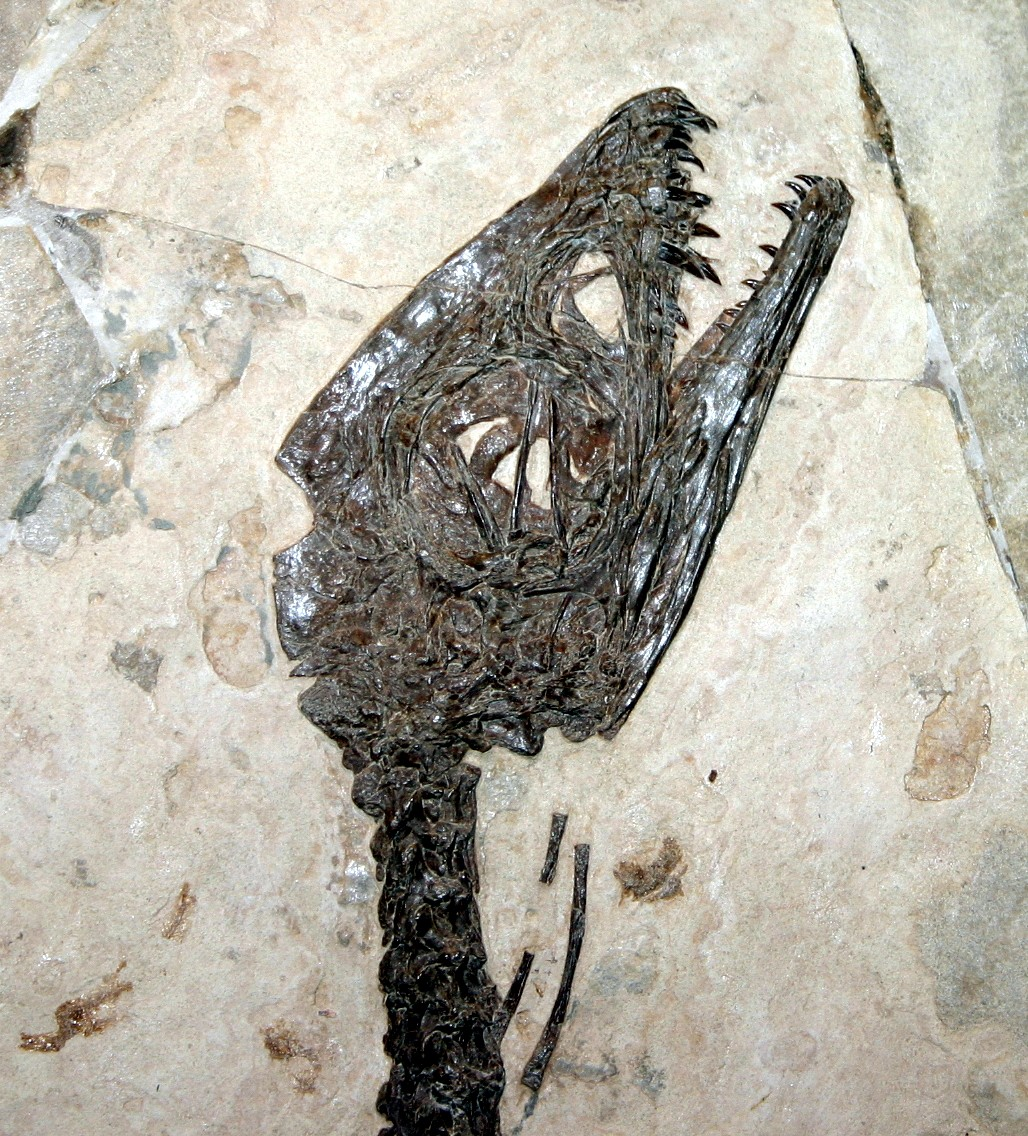
ミラノ市自然史博物館の頭骨

ホロタイプの頭骨は体の大きさに対して大きくて、前後に短く、眼窩が非常に大きい。頭骨や眼窩が相対的に大きいのは若年であるためである。したがって、通常は頭骨で最大の開口部である半円状の前眼窩窓が短く、眼窩より小さい。前眼窩窓の前方の前上顎骨と上顎骨には2つの小さな開口部がある。口吻は尖っていて、頭頂部が低くて丸い。前上顎骨は口吻の前半を部分を構成する骨で、ここに五本の歯がある。上顎骨はその後方にある骨で、前方に非常に短く深い分岐があり、7本の歯がある。上顎骨の表面の前眼窩窓の側にある凹みが隆起が境界となっている。涙骨は太く、角がない。側頭窓が貫通していない。前前頭骨が異常に大きく、眼窩の前方上部の縁の大部分を構成している。前頭骨には後方に横方向の隆起がある。前頭骨と頭頂骨の間のスカルルーフはある程度の隙間があり、まだ閉じておらず、目立った菱形の開口部になっている。この泉門（en:fontanelle）は最初、最初の剖出の際についた化石の損傷と間違えられた。頭蓋骨の内側には凹みがなく、頭頂骨の高い隆起により境界がなされている。頬骨には涙骨に向かう前方の垂直分岐がない。方形骨の前方の縁が大きく翼状に広がり、翼状骨と接している。脳函の骨は大きく開いているが、内耳の開口部は小さく、recessus tympanicus dorsalis（鼓室背側の陥凹）が見て取れる。脳函の下側に膨らみがない。
下顎はまっすぐで細長い。下顎骨は上下幅がかなり短い。左の顎が右側の顎の下に重なって見えるため、標本では太いもののような錯覚を生じている。下顎には10本の歯がある。1998年の記載では板状骨の一部と角骨が化石の中で上向きにずれ、偽の外下顎骨窓の印象を生じ、顎の側面に開口部があるかのように見えたため、板状骨がsupradentariumと、角骨が上角骨とそれぞれ誤同定された。
スキピオニクスには前上顎骨に5本、上顎骨に7本、下顎の歯骨に10本の片面あたり計22本の歯があり、頭部全体で44本の歯があることになる。通常のコンプソグナトゥス科では前上顎骨歯は4本であり、驚くべきものである。他方である種のカルノサウルス類のみに5本持つものが存在する。この標本は若年な個体のものであり、歯の生え変わりサイクルはまだ始まっておらず、左右の顎の歯が完全な対称になっている。 歯にはコンプソグナトゥス科の歯に典型的な歯冠の頂点にある急な後方へのカーブがない。代わりに全体が徐々にカーブしている。最大の歯のみにある程度の「よじれ」が見られる。例外的に、下顎の歯列は上顎のものよりもさらに後方へ伸びている。前上顎骨歯は尖っていて、鋸歯が無い。前方の4本は楕円形の断面を持ち、5本目は頂点付近がより平らである。2本目の歯が一番大きい。上顎骨歯は後端の縁に鋸歯を持ち、平たい。2番目と4番目の上顎歯が大きく、4番目は全ての歯の中で最大である。下顎の10本の歯では前方の2本がかなりまっすぐで、楕円形の断片を持ち、鋸歯がない。3番目の歯には基部に鋸歯があり、頂部が平たい。他の7本は後方により曲がっており、全体的に平たく、鋸歯が頂点まである。

### 頭骨以外の骨格

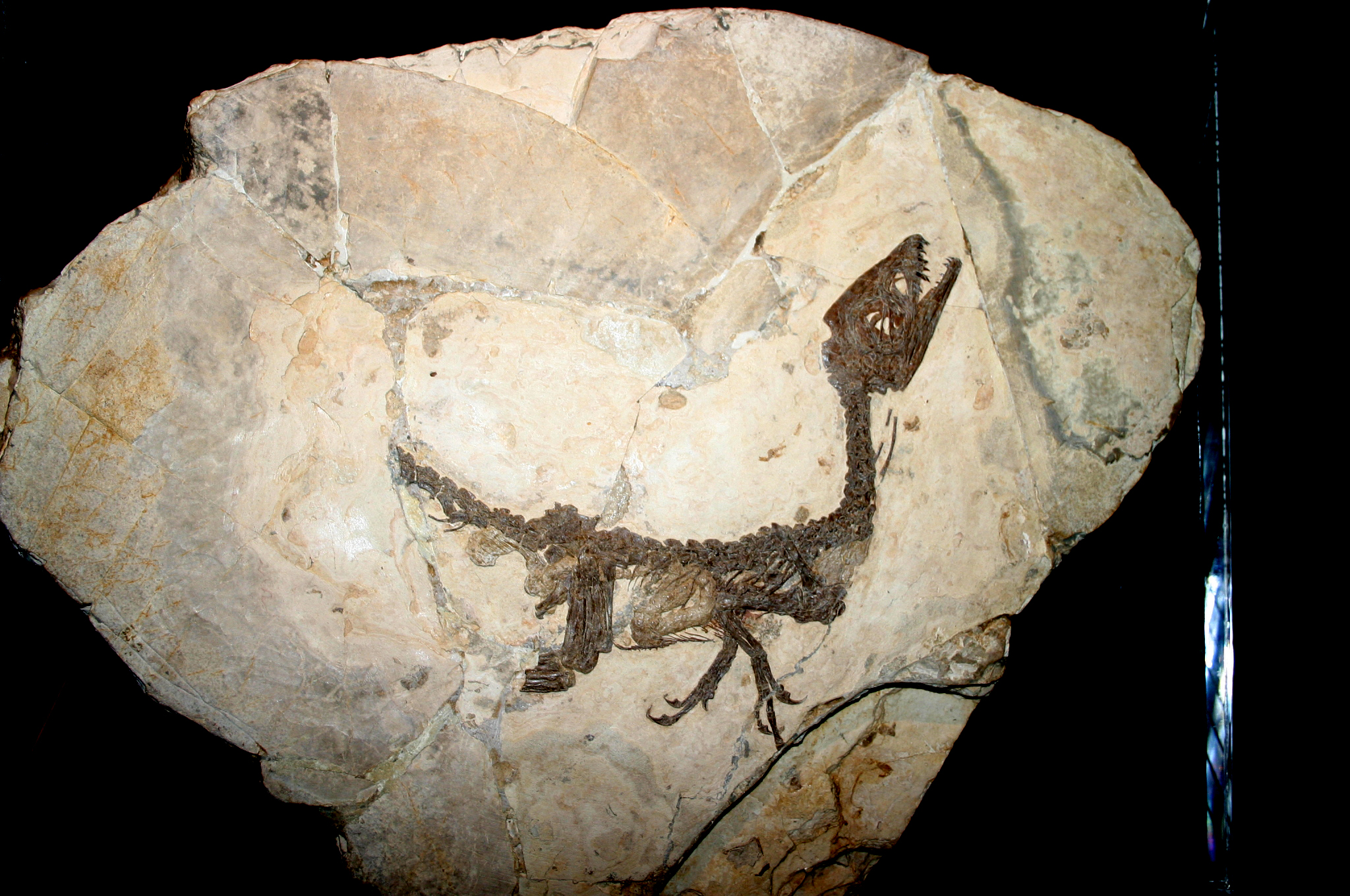
Todescによって取り除かれた破片を加えた完全な石版T

スキピオニクスの脊椎は10個の頸椎と13個の胴椎で構成されると推測されている。しかし発見されている標本は生後間もない雛のものであるため、頸椎と胴椎の違いが十分に発達しておらず、区別はかなり任意である。仙椎は確実に5個である。標本では尾椎が7個のみ保存されていた。生存時は尾椎は50個以上あった可能性が高い。頸椎は後凹型（opisthocoelous）である。軸椎は含気孔（首の基部の気嚢の憩室が内部の空洞に達するための開口部）が骨の側面に見られ、含気化していた。第3、第4、第5頸椎にも含気孔が見られるが、空洞はつながっていない。含気化の過程は背中から始まり、前方へ広がっていったと想定されていたため、前方の方が含気化が進んでいるというこの状態は驚くべきものであった。1998年の論文では頸肋骨は短いものと見られたが、2011年の研究では逆に非常に細長く、椎体の3倍におよぶものであることが判明した。
胴椎は含気化していない。椎体の断面は楕円形かつ両平型（amphiplatyan 前後どちら側にも凸凹が見られない）である。側面は六角形で棘突起は短い。棘突起の最上部のすぐ下の前後の縁には嘴状の突起がある。1998年の研究では多くの獣脚類に見られる二次関節機構である、ハイポスフェン-ハイパントラム複合体が縮小したものであると解釈されていた突起は、2011年の研究では2006年に他のコンプソグナトゥス科で同定されたものと同じ、1対の腱の付着部であることが確かめられた。例外的に第13胴椎には2つの肋骨関節突起があり、側突起（parapophysis）および横突起（diapophysis）が同じ水準に並んでいる。5個の仙椎は互いにまだ癒合しておらず、真の仙骨にはなっていない。尾椎は平凹型（platycoelous）で、棘突起は短く、血道弓は後方に傾斜していた。
肋骨は少なくとも12対あり、外れた位置に見つかったいくつかの化石要素は、13対目の肋骨の可能性がある。3番目と4番目の肋骨は下端が広がっていて、生存時にはおそらく軟骨性の胸肋骨があり、この標本ではまだ骨化していない状態の胸骨と接続していたようである。臀部の下部はかご状になった18対の腹肋骨で覆われていた。ダル・サッソとMaganucoは前肢付近に存在した不思議な骨幹の破片について、これが最前部に位置する19対目腹肋骨であり、1対の通常の腹肋骨の中間部の要素に相同な2つ骨幹が完全に癒合したもので構成されていると解釈した。このような血道弓に似た骨はジュラヴェナトルでも報告されている。腹肋骨はヘリンボーン状に並び、左右の骨が接する腹側の末端が分岐していて、互いに重なり、腹部の呼吸運動に適応してかご状構造が拡大、収縮できるようになっている。
肩甲骨は比較的まっすぐで、長さは幅の約6倍から7倍ほどであるが、上端は失われている。下端は半円状の烏口骨と接続している。叉骨は幅が広く、125度程度の角度で分岐したU字型をしている。前肢はかなり長く、上半身の長さのほぼ48%ほどである。特に手は他の一般的なコンプソグナトゥス科の種と同様に細長い。しかし、コンプソグナトゥス科の中ではスキピオニクスの手は比較的短い。上腕骨はまっすぐで、三角胸筋稜が適度に発達している。尺骨は細く、上腕骨の70%ほどの長さで筒状である。手首を構成する骨は二つのみであり、橈骨は下端がその下にある円盤状の骨にかぶさっている。この円盤状の骨は第一下手根骨が拡大したものか、もしくは第一、第二手根骨が継ぎ目なく完全に癒合したものであるとみられる。中手骨は小さくまとまり、適度に細長い。3つの骨で構成され、それぞれに互いに鏡像型の指が付いている。第一の骨が最も短く、最も分厚い。第二のの骨が最長である。第三の骨は長さも厚みも第一、第二の中間にある。この骨に付く第三指はコンプソグナトゥス科でも特に長く、第一指の123%におよぶ。第一中手骨の関節には斜角が付いているため、第一指は内側に広がっていて、かぎ爪は第二指のもより小さい。これらの手のかぎ爪は程度に曲がっている。
骨盤では腸骨が短く、平らで上側の側面が凸である。後端は長方形で、前方のへりにはかぎ状に尖った付加物があり、頂点付近に丸い切痕がある。これらの特徴はティラノサウルス上科との共有派生形質（synapomorphy）とみなされることが多い。恥骨の先端はほぼ垂直に下がっており、「mesopubic」もしくは「orthopubic」の状態である。恥骨は比較的短く、大腿骨の長さのおよそ2/3である。坐骨は恥骨の3/4ほどの長さで、54度の角度で付いていて、先端は少し広がっている。坐骨の骨幹の前方には手斧状をした筋肉が付着するための大きな突起があり、ここに恥骨坐骨大腿括約筋（Musculus puboischiofemoralis externus）が付着する。突起の下の縁と骨幹の間にあるはずの小さな丸い切痕がみられないが、この欠損は通常、下部に三角形の閉鎖筋突起が存在することと関連している。
後肢では下腿が見つかっていない。大腿骨はまっすぐで太い。小転子が大転子よりも著しく短く、狭い裂け目で分離されている。前方には翼状の拡張部がある。後方転子はなく、同様に骨幹後方の第四転子も無い。脛骨の下腿隆起は小さく、深く狭い溝で外側顆と分離されている。腓骨は上部が幅広く、骨幹は細い。

### 軟組織

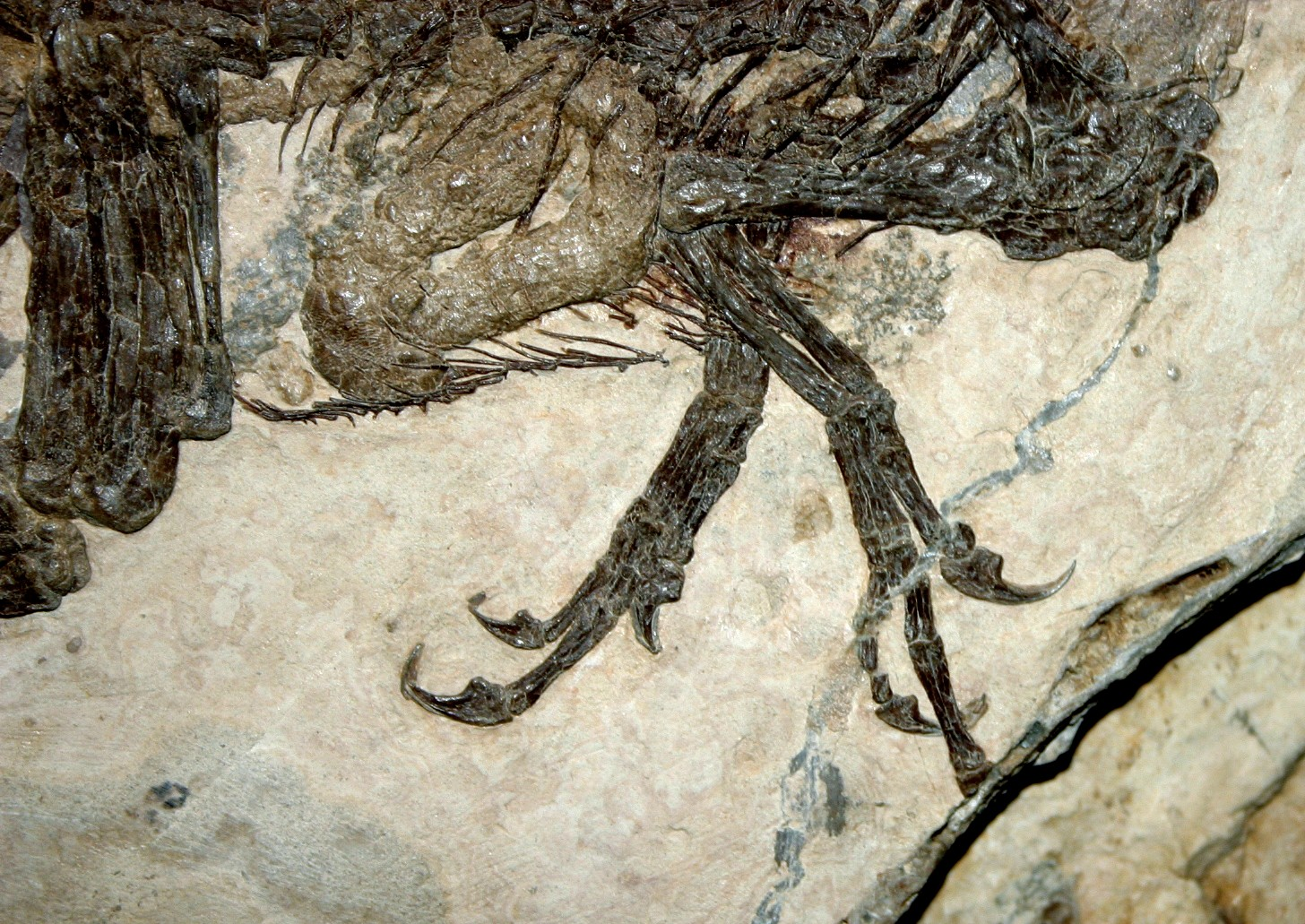
前肢と腸の領域を拡大したもの

ホロタイプ標本には恐竜の化石としては特に広い領域の軟組織が保存されていた。ある程度の筋組織（サンタナラプトル、ペレカニミムス）、軟骨（ジュラヴェナトル、アウカサウルス）、内臓（ミリスキア）といったものが他の恐竜でも報告されているが、スキピオニクスはほとんどの主要な内臓群の痕跡が保存されていたという点で特異である。血液、血管、軟骨、結合組織、筋組織、角鞘、呼吸器系、消化器系が保存されていたものの、神経組織と鱗や羽毛、外皮など体の表面を覆うものは保存されていない。
軟組織は印象ではなく3次元の石化物として保存されており、驚くほど繊細な構造がリン酸カルシウムで置換されており、細胞内レベルもしくはもともとの生体分子の構成要素が残った形で変化している。

#### 骨組織
もともとの骨組織は残されていないが、リン酸カルシウムによる鉱化作用でもともとの骨細胞の構造が保存されており、内部の空洞や骨細管を含む個々の骨細胞の様子がわかる。また、骨内部の血管の構造も保存されており、一部は内部が空洞である。頭骨や下顎など一部の骨では骨膜の存在が見られる。

#### 靭帯と軟骨
第9頸椎から背中にかけて、椎骨の関節に関節包の残存が見られる。棘突起間の空間には薄い棘間と棘上靭帯が見られる。このうち6つの椎骨は明瞭に軟骨結合がかぶさっており、幼体に典型的な特徴を示している。軟骨のキャップは最小のものも含め全ての肢の関節にもあり、特に肩、肘、手首の関節で分厚い。また恥骨も軟骨のキャップで覆われていて、腸骨と恥骨は軟骨で隔てられている。

#### 呼吸器
呼吸器はほとんど保存されていない。肺も気嚢も何の痕跡も残っていない。長さ7mmほどの孤立した小片である気管の骨が残されており、これには10個ほどの気管軟骨輪が見られ、最前部は上部が開口しC字型をしている。軟骨輪は平均の長さが3.3mmで、厚さ0.17mmの空間で隔てられている。気管はかなり厚く、幅1mmで保存されており、この厚さはホロタイプの個体の大きさから期待される幅の半分ほどである。頸部の基部のかなり低い場所に位置し、結合組織の中に埋まりこんでいる。

#### 肝臓、心臓、脾臓、胸腺
胸部の前方に、直径17mmほどのほぼ円形のしみが目立つ赤い暈(かさ)状に存在する。1998年の研究ではこのしみは血液を多く含む器官である肝臓が腐ったものの痕跡である可能性が示唆された。2011年の研究ではこの赤いものが実際に血液に由来するものであることが確認された。走査型電子顕微鏡による解析の結果、この物質はヘモグロビンが変化したものである可能性の高い水和酸化鉄である褐鉄鉱で構成されることが分かった。また、特に肝臓に存在する胆汁の構成要素であるビリベルジンも存在していた。血液は同じく血液の多い器官である、心臓と脾臓に由来するものの可能性もある。爬虫類ではこれらは2葉の肝臓の間に位置している。
胸部の他の器官の痕跡も残っている可能性があり、首の基部にある有機物由来の灰色の塊は胸腺由来の可能性がある。また、この塊には結合組織や筋肉組織も含まれている。

#### 消化器
内臓もしくは食物の痕跡が残っているため、消化管のほとんどの部分について、その痕跡をたどることができる。食道の位置は、長さ5mmほどにわたって小さな食物片が並んでいることから推定される。第9胴椎の下には獲物の動物の骨の塊があり、これが胃の位置を示す。胃そのものは死後まもなくに自身の胃液で溶けてしまった可能性が高い。塊がかなり後向きに位置していることから胃は二重構造であり、筋肉質の砂嚢の前には酵素分泌を行う前胃があったことが示唆される。胃石は報告されていない。
胃の位置のちょうどの後方に、目立って大きな分厚い腸が見られ、十二指腸と同定されている。部分的に天然のエンドキャストが保存され、また部分的には粘膜や結合組織を含む細胞の構造を示す形で化石化している。長さ1cmで、幅0.02-0.1mmの中空の管という形で、腸を覆う腸間膜の血管もみられる。 十二指腸は大きなループ状で、下行部の一部は最初に真直ぐ腹肋骨に向かって下行し、それから背中の方へ伸びる。その先で折り目がはっきり見えるような急カーブになっていて、前方に屈折し、管は上行するように伸び、胃付近で終わっているように見える。この点で管は体の左側（つまり石版の内側）を向き、化石板と直角をなし、そこで終わっている。隣接し、やや上部にある表面に出た腸の続きの部分は空腸と解釈されている。この薄い腸は後方へ曲がり、十二指腸の上行部と平行して伸び、最終的に第12胴椎と同じ高さのところで十二指腸の下に消える。第10胴椎の下で再び表面に現われることから、どうやら前方に向かってループになっているようで、最初に上方に向かって伸び、続いて後方の脊椎の下へ後ろ向きに曲がるか、もしくは脊椎の上に位置される。おそらく死後に部分的に上向きにずれたのだろう。回腸は非常に短く、空腸と混ざっているように見える。第13胴椎の下の収縮は直腸への移行を示している可能性がある。盲腸は存在しないように見える。直腸は恥骨と坐骨の上部の骨幹の間を後方に向かって伸びている。続いて坐骨の骨幹に平行して下方に曲がり、末端で再び上を向いている。ここに排泄物の最後の部分も残っている。総排出腔は保存されていない。ダル・サッソとMaganucoは総排出腔はかなり下の方の、坐骨の足と同じ高さぐらいに存在し、rectocoprodaeal valveで糞と尿が分離されていたことを示唆した。
恥骨の骨幹の前方の縁と腸の後方の間には大きな空の空間が存在した。また直腸は非常に高い位置に伸び、何らかのものによって押し上げられているようにすら見える。ダル・サッソとMaganucoは生存時にはこの空間は孵化時の卵黄嚢で満たされていたと考えた。一般的には爬虫類は孵化時に卵黄を吸収しきっておらず、最初の数週間は食物摂取を補うために、残りの栄養分を利用している。

#### 筋肉組織
ホロタイプ標本にはいくつかの場所に筋組織の化石が存在する。多くの場合、保存状態の程度は並はずれてよく、個々の繊維が識別できるのみならず個別の細胞や細胞内のサルコメアすら識別できるものもある。
恐竜の化石の中でこのようにサルコメアが知られているのはサンタナラプトルのみであり、サンタナラプトルの筋繊維はスキピオニクスのものより4倍も厚い。元来の有機物質は小さな中空の球に置き換わっていて、その内壁は燐灰石の自形結晶で構成されている。
頸部の基部にある灰色の有機物の塊には、筋繊維が存在し、胸骨舌骨筋と胸気管筋と同定されている。第6胴椎と第7胴椎の間の筋繊維は横突棘筋もしくは胴最長筋（Musculus longissimus dorsi）のものであるように見える。右坐骨の前方にある筋繊維は坐骨の足から大腿骨の方向に伸びている。この筋肉の同定は不確定である。これらは恥骨坐骨大腿筋（ Musculus puboischiofemoralis pars medialis　ワニ類の第一大腿内転筋（Musculus adductor femoris I））に相当するものである可能性があるが、この場合この筋肉は（ある種の）非鳥獣脚類では閉塞筋突起に固定されていない。この繊維は未知の筋肉のものである可能性もある。いずれにせよ、これらの推論はグレゴリー・ポールにより坐骨と大腿骨の間の筋肉の接続は全くないと反論されている。直腸の管内の上部には区切りのない水平な筋繊維の領域が存在し、おそらく尾の基部にある区切りのない長尾大体筋（Musculus caudofemoralis longus）のものであろう。この筋肉は大腿骨の主要な収縮筋である。これらの繊維は断面が多角形で、細胞間空間も見られる。一部の基部の尾椎の下には血道弓と結合する靭帯が存在し、ligmamentum interhaemaleを形成するものの、いくつかの小さな筋繊維とヘリンボーン状に並んだ謎の中空の管も存在する。後者はおそらく筋分節 の筋節中隔（myoseptum）であり、尾腸骨筋（Musculus iliocaudalis）もしくは尾坐骨筋（Musculus ischiocaudalis）を区切っている。

#### 角鞘
化石の全てのかぎ爪には（足のものは全て失われているが）角鞘が見られる。これらは基部より上部の方が暗い色で、もともとの角質の物質が残存していることが示唆される。しかし、この貴重な化石の持つ完全性の重要な部分である、これらの繊細な構造を損傷してしまう恐れがあり、直接の化学分析は行われていない。手のかぎ爪の角鞘は骨芯を約40%拡大し、カーブして先端が尖った骨の大鎌の形状を維持している。いくつかのかぎ爪の鞘は部分的に分離している。他のものは平たく潰れるか裂けている。

#### 外皮
化石は一切の皮膚、鱗、羽毛の痕跡が残っていない。1999年にフィリップ・カリーはそうでない可能性もあるが、尾の基部の管は原羽毛である可能性があるとの仮説を示した。しかし、2011年にダル・サッソとMaganucoはこれらの管は両端とも細くなっており、外皮の繊維ならば上端のみ細くなっているはずだとしてこの解釈を拒絶した。しかし、彼らもスキピオニクスが生存時にシノサウロプテリクスやシノカリオプテリクスといったコンプソグナトゥス科で知られるような原羽毛で覆われていた可能性が高いと考えている。

## 系統
スキピオニクスは獣脚類の1グループであるコエルロサウルス類に属するものとして記載された。唯一の化石は幼体のものであり、より詳細な分類をすることが困難であったためである。幼体の骨格には祖先グループが持っていた特長がよく現れており、進化的に系統樹のより基底部に位置づけられてしまう問題がある。2011年のモノグラフでは分岐学的な解析の結果、スキピオニクスは基盤的なコンプソグナトゥス科であり、オルコラプトルの姉妹群であることが示されている。ダル・サッソとMaganucoは化石資料が限定的であり、オルコラプトルの位置については明確でないと強調している。
以下に示すクラドグラムは2011年の研究に基づきコエルロサウルス類の系統樹におけるスキピオニクスの位置を示したものである。
|  | スキピオニクス |
|  |                |
|  | オルコラプトル |
|  |                |

|  | ファシャグナトゥス                                                        |
|  |                                                                           |
|  | \| \| シノサウロプテリクス \| \| \| \| \| \| ジュラヴェナトル \| \| \| \| |
|  |                                                                           |
|  | シノサウロプテリクス                                                      |
|  |                                                                           |
|  | ジュラヴェナトル                                                          |
|  |                                                                           |

|  | シノサウロプテリクス |
|  |                      |
|  | ジュラヴェナトル     |
|  |                      |

|  | ファシャグナトゥス                                                        |
|  |                                                                           |
|  | \| \| シノサウロプテリクス \| \| \| \| \| \| ジュラヴェナトル \| \| \| \| |
|  |                                                                           |
|  | シノサウロプテリクス                                                      |
|  |                                                                           |
|  | ジュラヴェナトル                                                          |
|  |                                                                           |

|  | シノサウロプテリクス |
|  |                      |
|  | ジュラヴェナトル     |
|  |                      |

|  | ファシャグナトゥス                                                        |
|  |                                                                           |
|  | \| \| シノサウロプテリクス \| \| \| \| \| \| ジュラヴェナトル \| \| \| \| |
|  |                                                                           |
|  | シノサウロプテリクス                                                      |
|  |                                                                           |
|  | ジュラヴェナトル                                                          |
|  |                                                                           |

|  | シノサウロプテリクス |
|  |                      |
|  | ジュラヴェナトル     |
|  |                      |

|  | ファシャグナトゥス                                                        |
|  |                                                                           |
|  | \| \| シノサウロプテリクス \| \| \| \| \| \| ジュラヴェナトル \| \| \| \| |
|  |                                                                           |
|  | シノサウロプテリクス                                                      |
|  |                                                                           |
|  | ジュラヴェナトル                                                          |
|  |                                                                           |

|  | シノサウロプテリクス |
|  |                      |
|  | ジュラヴェナトル     |
|  |                      |

|  | スキピオニクス |
|  |                |
|  | オルコラプトル |
|  |                |

|  | ファシャグナトゥス                                                        |
|  |                                                                           |
|  | \| \| シノサウロプテリクス \| \| \| \| \| \| ジュラヴェナトル \| \| \| \| |
|  |                                                                           |
|  | シノサウロプテリクス                                                      |
|  |                                                                           |
|  | ジュラヴェナトル                                                          |
|  |                                                                           |

|  | シノサウロプテリクス |
|  |                      |
|  | ジュラヴェナトル     |
|  |                      |

|  | ファシャグナトゥス                                                        |
|  |                                                                           |
|  | \| \| シノサウロプテリクス \| \| \| \| \| \| ジュラヴェナトル \| \| \| \| |
|  |                                                                           |
|  | シノサウロプテリクス                                                      |
|  |                                                                           |
|  | ジュラヴェナトル                                                          |
|  |                                                                           |

|  | シノサウロプテリクス |
|  |                      |
|  | ジュラヴェナトル     |
|  |                      |

|  | ファシャグナトゥス                                                        |
|  |                                                                           |
|  | \| \| シノサウロプテリクス \| \| \| \| \| \| ジュラヴェナトル \| \| \| \| |
|  |                                                                           |
|  | シノサウロプテリクス                                                      |
|  |                                                                           |
|  | ジュラヴェナトル                                                          |
|  |                                                                           |

|  | シノサウロプテリクス |
|  |                      |
|  | ジュラヴェナトル     |
|  |                      |

|  | ファシャグナトゥス                                                        |
|  |                                                                           |
|  | \| \| シノサウロプテリクス \| \| \| \| \| \| ジュラヴェナトル \| \| \| \| |
|  |                                                                           |
|  | シノサウロプテリクス                                                      |
|  |                                                                           |
|  | ジュラヴェナトル                                                          |
|  |                                                                           |

|  | シノサウロプテリクス |
|  |                      |
|  | ジュラヴェナトル     |
|  |                      |

|  | スキピオニクス |
|  |                |
|  | オルコラプトル |
|  |                |

|  | ファシャグナトゥス                                                        |
|  |                                                                           |
|  | \| \| シノサウロプテリクス \| \| \| \| \| \| ジュラヴェナトル \| \| \| \| |
|  |                                                                           |
|  | シノサウロプテリクス                                                      |
|  |                                                                           |
|  | ジュラヴェナトル                                                          |
|  |                                                                           |

|  | シノサウロプテリクス |
|  |                      |
|  | ジュラヴェナトル     |
|  |                      |

|  | ファシャグナトゥス                                                        |
|  |                                                                           |
|  | \| \| シノサウロプテリクス \| \| \| \| \| \| ジュラヴェナトル \| \| \| \| |
|  |                                                                           |
|  | シノサウロプテリクス                                                      |
|  |                                                                           |
|  | ジュラヴェナトル                                                          |
|  |                                                                           |

|  | シノサウロプテリクス |
|  |                      |
|  | ジュラヴェナトル     |
|  |                      |

|  | ファシャグナトゥス                                                        |
|  |                                                                           |
|  | \| \| シノサウロプテリクス \| \| \| \| \| \| ジュラヴェナトル \| \| \| \| |
|  |                                                                           |
|  | シノサウロプテリクス                                                      |
|  |                                                                           |
|  | ジュラヴェナトル                                                          |
|  |                                                                           |

|  | シノサウロプテリクス |
|  |                      |
|  | ジュラヴェナトル     |
|  |                      |

|  | ファシャグナトゥス                                                        |
|  |                                                                           |
|  | \| \| シノサウロプテリクス \| \| \| \| \| \| ジュラヴェナトル \| \| \| \| |
|  |                                                                           |
|  | シノサウロプテリクス                                                      |
|  |                                                                           |
|  | ジュラヴェナトル                                                          |
|  |                                                                           |

|  | シノサウロプテリクス |
|  |                      |
|  | ジュラヴェナトル     |
|  |                      |

|  | スキピオニクス |
|  |                |
|  | オルコラプトル |
|  |                |

|  | ファシャグナトゥス                                                        |
|  |                                                                           |
|  | \| \| シノサウロプテリクス \| \| \| \| \| \| ジュラヴェナトル \| \| \| \| |
|  |                                                                           |
|  | シノサウロプテリクス                                                      |
|  |                                                                           |
|  | ジュラヴェナトル                                                          |
|  |                                                                           |

|  | シノサウロプテリクス |
|  |                      |
|  | ジュラヴェナトル     |
|  |                      |

|  | ファシャグナトゥス                                                        |
|  |                                                                           |
|  | \| \| シノサウロプテリクス \| \| \| \| \| \| ジュラヴェナトル \| \| \| \| |
|  |                                                                           |
|  | シノサウロプテリクス                                                      |
|  |                                                                           |
|  | ジュラヴェナトル                                                          |
|  |                                                                           |

|  | シノサウロプテリクス |
|  |                      |
|  | ジュラヴェナトル     |
|  |                      |

|  | ファシャグナトゥス                                                        |
|  |                                                                           |
|  | \| \| シノサウロプテリクス \| \| \| \| \| \| ジュラヴェナトル \| \| \| \| |
|  |                                                                           |
|  | シノサウロプテリクス                                                      |
|  |                                                                           |
|  | ジュラヴェナトル                                                          |
|  |                                                                           |

|  | シノサウロプテリクス |
|  |                      |
|  | ジュラヴェナトル     |
|  |                      |

|  | ファシャグナトゥス                                                        |
|  |                                                                           |
|  | \| \| シノサウロプテリクス \| \| \| \| \| \| ジュラヴェナトル \| \| \| \| |
|  |                                                                           |
|  | シノサウロプテリクス                                                      |
|  |                                                                           |
|  | ジュラヴェナトル                                                          |
|  |                                                                           |

|  | シノサウロプテリクス |
|  |                      |
|  | ジュラヴェナトル     |
|  |                      |

|  | スキピオニクス |
|  |                |
|  | オルコラプトル |
|  |                |

|  | ファシャグナトゥス                                                        |
|  |                                                                           |
|  | \| \| シノサウロプテリクス \| \| \| \| \| \| ジュラヴェナトル \| \| \| \| |
|  |                                                                           |
|  | シノサウロプテリクス                                                      |
|  |                                                                           |
|  | ジュラヴェナトル                                                          |
|  |                                                                           |

|  | シノサウロプテリクス |
|  |                      |
|  | ジュラヴェナトル     |
|  |                      |

|  | ファシャグナトゥス                                                        |
|  |                                                                           |
|  | \| \| シノサウロプテリクス \| \| \| \| \| \| ジュラヴェナトル \| \| \| \| |
|  |                                                                           |
|  | シノサウロプテリクス                                                      |
|  |                                                                           |
|  | ジュラヴェナトル                                                          |
|  |                                                                           |

|  | シノサウロプテリクス |
|  |                      |
|  | ジュラヴェナトル     |
|  |                      |

|  | ファシャグナトゥス                                                        |
|  |                                                                           |
|  | \| \| シノサウロプテリクス \| \| \| \| \| \| ジュラヴェナトル \| \| \| \| |
|  |                                                                           |
|  | シノサウロプテリクス                                                      |
|  |                                                                           |
|  | ジュラヴェナトル                                                          |
|  |                                                                           |

|  | シノサウロプテリクス |
|  |                      |
|  | ジュラヴェナトル     |
|  |                      |

|  | ファシャグナトゥス                                                        |
|  |                                                                           |
|  | \| \| シノサウロプテリクス \| \| \| \| \| \| ジュラヴェナトル \| \| \| \| |
|  |                                                                           |
|  | シノサウロプテリクス                                                      |
|  |                                                                           |
|  | ジュラヴェナトル                                                          |
|  |                                                                           |

|  | シノサウロプテリクス |
|  |                      |
|  | ジュラヴェナトル     |
|  |                      |

|  | スキピオニクス |
|  |                |
|  | オルコラプトル |
|  |                |

|  | ファシャグナトゥス                                                        |
|  |                                                                           |
|  | \| \| シノサウロプテリクス \| \| \| \| \| \| ジュラヴェナトル \| \| \| \| |
|  |                                                                           |
|  | シノサウロプテリクス                                                      |
|  |                                                                           |
|  | ジュラヴェナトル                                                          |
|  |                                                                           |

|  | シノサウロプテリクス |
|  |                      |
|  | ジュラヴェナトル     |
|  |                      |

|  | ファシャグナトゥス                                                        |
|  |                                                                           |
|  | \| \| シノサウロプテリクス \| \| \| \| \| \| ジュラヴェナトル \| \| \| \| |
|  |                                                                           |
|  | シノサウロプテリクス                                                      |
|  |                                                                           |
|  | ジュラヴェナトル                                                          |
|  |                                                                           |

|  | シノサウロプテリクス |
|  |                      |
|  | ジュラヴェナトル     |
|  |                      |

|  | ファシャグナトゥス                                                        |
|  |                                                                           |
|  | \| \| シノサウロプテリクス \| \| \| \| \| \| ジュラヴェナトル \| \| \| \| |
|  |                                                                           |
|  | シノサウロプテリクス                                                      |
|  |                                                                           |
|  | ジュラヴェナトル                                                          |
|  |                                                                           |

|  | シノサウロプテリクス |
|  |                      |
|  | ジュラヴェナトル     |
|  |                      |

|  | ファシャグナトゥス                                                        |
|  |                                                                           |
|  | \| \| シノサウロプテリクス \| \| \| \| \| \| ジュラヴェナトル \| \| \| \| |
|  |                                                                           |
|  | シノサウロプテリクス                                                      |
|  |                                                                           |
|  | ジュラヴェナトル                                                          |
|  |                                                                           |

|  | シノサウロプテリクス |
|  |                      |
|  | ジュラヴェナトル     |
|  |                      |

|  | スキピオニクス |
|  |                |
|  | オルコラプトル |
|  |                |

|  | ファシャグナトゥス                                                        |
|  |                                                                           |
|  | \| \| シノサウロプテリクス \| \| \| \| \| \| ジュラヴェナトル \| \| \| \| |
|  |                                                                           |
|  | シノサウロプテリクス                                                      |
|  |                                                                           |
|  | ジュラヴェナトル                                                          |
|  |                                                                           |

|  | シノサウロプテリクス |
|  |                      |
|  | ジュラヴェナトル     |
|  |                      |

|  | ファシャグナトゥス                                                        |
|  |                                                                           |
|  | \| \| シノサウロプテリクス \| \| \| \| \| \| ジュラヴェナトル \| \| \| \| |
|  |                                                                           |
|  | シノサウロプテリクス                                                      |
|  |                                                                           |
|  | ジュラヴェナトル                                                          |
|  |                                                                           |

|  | シノサウロプテリクス |
|  |                      |
|  | ジュラヴェナトル     |
|  |                      |

|  | ファシャグナトゥス                                                        |
|  |                                                                           |
|  | \| \| シノサウロプテリクス \| \| \| \| \| \| ジュラヴェナトル \| \| \| \| |
|  |                                                                           |
|  | シノサウロプテリクス                                                      |
|  |                                                                           |
|  | ジュラヴェナトル                                                          |
|  |                                                                           |

|  | シノサウロプテリクス |
|  |                      |
|  | ジュラヴェナトル     |
|  |                      |

|  | ファシャグナトゥス                                                        |
|  |                                                                           |
|  | \| \| シノサウロプテリクス \| \| \| \| \| \| ジュラヴェナトル \| \| \| \| |
|  |                                                                           |
|  | シノサウロプテリクス                                                      |
|  |                                                                           |
|  | ジュラヴェナトル                                                          |
|  |                                                                           |

|  | シノサウロプテリクス |
|  |                      |
|  | ジュラヴェナトル     |
|  |                      |

|  | スキピオニクス |
|  |                |
|  | オルコラプトル |
|  |                |

|  | ファシャグナトゥス                                                        |
|  |                                                                           |
|  | \| \| シノサウロプテリクス \| \| \| \| \| \| ジュラヴェナトル \| \| \| \| |
|  |                                                                           |
|  | シノサウロプテリクス                                                      |
|  |                                                                           |
|  | ジュラヴェナトル                                                          |
|  |                                                                           |

|  | シノサウロプテリクス |
|  |                      |
|  | ジュラヴェナトル     |
|  |                      |

|  | ファシャグナトゥス                                                        |
|  |                                                                           |
|  | \| \| シノサウロプテリクス \| \| \| \| \| \| ジュラヴェナトル \| \| \| \| |
|  |                                                                           |
|  | シノサウロプテリクス                                                      |
|  |                                                                           |
|  | ジュラヴェナトル                                                          |
|  |                                                                           |

|  | シノサウロプテリクス |
|  |                      |
|  | ジュラヴェナトル     |
|  |                      |

|  | ファシャグナトゥス                                                        |
|  |                                                                           |
|  | \| \| シノサウロプテリクス \| \| \| \| \| \| ジュラヴェナトル \| \| \| \| |
|  |                                                                           |
|  | シノサウロプテリクス                                                      |
|  |                                                                           |
|  | ジュラヴェナトル                                                          |
|  |                                                                           |

|  | シノサウロプテリクス |
|  |                      |
|  | ジュラヴェナトル     |
|  |                      |

|  | ファシャグナトゥス                                                        |
|  |                                                                           |
|  | \| \| シノサウロプテリクス \| \| \| \| \| \| ジュラヴェナトル \| \| \| \| |
|  |                                                                           |
|  | シノサウロプテリクス                                                      |
|  |                                                                           |
|  | ジュラヴェナトル                                                          |
|  |                                                                           |

|  | シノサウロプテリクス |
|  |                      |
|  | ジュラヴェナトル     |
|  |                      |

2021年、Andrea Cauはスキピオニクスを含む“コンプソグナトゥス科”の再評価を行い、スキピオニクスはカルカロドントサウルス科の幼体であるとしている。これは顎、頭蓋、それ以降の骨格の詳細な解剖学的特徴に基づいている。
Cauは2024年にも“コンプソグナトゥス科”の再評価を行い、カルカロドントサウルス科ではなくメガロサウルス上科に割り当てられるとした。

## 純古生物学

### 生息地
スキピオニクスの生息地はアルビアンのアドリアプレートの一部であり、当時は浅いパラテチス海に広く覆われていた。乾いた陸地もあったものの、どのくらい広がり、どの程度のテレーンがつながっていたかどうかは不確かである。ピエトラローヤ平板石灰岩の海成堆積物はおそらくアペニンプラットフォームの堆積物の一部と近いと考えられる。この塊はイタリア中部とチュニジアの間の島々で形成された可能性が高い。これらからスキピオニクスは一般に小さな島の生物であり、その生態系においては大きな動物の一つであったと考えられている。
しかし、テレーンが定期的に互いに結合してより広い島を形成していて、陸橋により竜脚類や大型獣脚類といったより大型の動物の拡散が可能であったことも示唆されている。資源の減少に適応した島嶼化の兆候は見られず、もし陸橋があったとしても長くは存在せず、地表は再び断片化したようだ。また同様に、スキピオニクスは近縁種に対して矮小ではない。体が絶対的に小さく、乾いた陸地が減少した場合その身を維持できなかっただろう。しかしながら、ダル・サッソとMaganucoはスキピオニクスが数千万年に渡って小さな島のみにとどまっていた動物であるとは考えておらず、比較的新しい時代におそらくは北アフリカから移住してきた動物であると考えている。（コンプソグナトゥス科はヨーロッパとアジアで発見されている分類群であるため）基盤的なコンプソグナトゥス科であるとする系統解析結果からは奇妙なことに思われるが、彼らは系統解析は幼体の化石について行われたもので不確かであると指摘している。
実際にピエトラローヤの堆積物から発見される陸生動物は全て小さい。これにはトカゲ類のChometokadmonとEichstaettisaurus gouldi、ムカシトカゲ類のDerasmosaurus、両生類のCeltedens megacephalustheが含まれ、Eichstaettisaurus gouldi はドイツで発見された近縁種E. schroederiよりも4000万年古い。

### 食性
化石からは食性に関する直接的な情報が得られている。そこには完全な一連の消化された食物が保存されており、おそらくこの動物が短い生涯のなかで食べた全てのものである。系統的な類似性と骨格から既に確証されているもの、この消化物からスキピオニクスが捕食者であったことが確証される。
消化管内には8つの鱗と複数の骨の断片が残されていた。ダル・サッソとMaganucoはこれはもろい要素として飲み込まれたものではなく、餌の残りで、一部は断末魔の苦しみで胃から逆流したものの可能性が高いと考えた。胃の中の位置そのものは小さな骨の塊で明らかだ。これらの骨には5つの中足骨からなる幅3 mmの中足と足首、尾椎、尺骨の上端が含まれている。これらが単一の獲物の動物のものだとすると、メソエウクロコディリアの一種か鱗竜類のトカゲのような動物の可能性が高い。大きさからするとおそらく後者である。十二指腸の下降部には2つのトカゲの鱗の塊があり、さらに下には魚の椎骨が存在する。空腸には1ダースほどの魚の椎骨の塊が一つあり、これはニシン上目のものである可能性が高い。第2の椎骨の塊が空腸と回腸の境界付近に見つかる。直腸の末端には17枚の鱗のあるアロワナ目の魚の皮膚を含む糞が残っていて、成長線からこの魚は9歳であったと推定される。
発見された食物から食物の摂取順の再構成が可能である。最初に4-5 cmほどの大きさの魚を摂取し、次に2-3 cmほどの小さな魚を摂取した。続いて10-12 cmほどの大きさのトカゲを摂取した。そして大きさは同定に依るが15-40 cmほどの鱗竜類を摂取し、最期に不定の何か脊椎動物を摂取した。食事の内容からはスキピオニクスが日和見で様々なものを食べていたことが分かる。素早いトカゲを捕まえたり、波打ち際を巡回し漂着した魚を漁っていたりしたことから、機動力に優れていたことが示唆される。胃の中の獲物が40 cmほどの大きさの動物だったとすると、生まれたばかりの雛が自分とほぼ同じ大きさのものを捕まえたとはとても考えにくく、親による世話があったことが示唆される。

### 生理
長く、骨の折れる「検死」によって内部組織を含む特異な化石化が明らかになり、スキピオニクスは既知では最も重要な脊椎動物の化石の一つとなっている。スキピオニクスは浅いラグーンが多い場所に生息していたと考えられている。これらの水域は酸素欠乏状態であり、ドイツの始祖鳥と同じようにスキピオニクスも非常に保存状態の良い化石標本となった。気管、腸、肝臓、血管、軟骨、角鞘、 腱、筋肉が肌理の細かな石灰岩の中で保存されていた。肝臓は生存時の形状が赤鉄鉱の赤い暈状のしみとして保存されていた。従来、恐竜の内臓の相対的な位置は大まかな推定しか行うことが出来なかったため、この発見の意義は大きい。ホロタイプは非鳥恐竜の生理、特に消化、外呼吸、個体発生に関して重要な情報を特に直接的に与えてくれる。

#### 消化
スキピオニクスの消化管は一般に短く幅広い。腸の全長は予期されたものより短く、短い腸で効率よく消化されていたことが示唆される。ケルクリング皺襞により消化面を増やすことで効率をよくしていた可能性がある。ダル・サッソとMaganucoは消化管が短かったということが必ずしも消化が短時間で行われたことを意味するわけではないと強調した。適切に消化されるまで腸内に保持されていた可能性もあるからである。現生の捕食性脊椎動物ではエネルギー換算で75%の獲物の肉を消化、吸収することが出来る。
胃の場所にあった骨は胃酸による腐食を受けておらず、この食物が当日摂取されたものであることを示唆する。胃から腸への出口はこれらの骨がそのまま通過するには狭すぎるため、若く成長中の動物に多く必要とされる栄養素であるカルシウムを骨から溶出するのには酸が使われた可能性が高い。現生の脊椎動物では胃より後の消化器では骨をこれ以上消化することが出来ない。残ったものは後で吐き出されたのだろう。しかし、腸内に椎骨が存在することから（胃の）出口は広く、この点では非鳥獣脚類は吹き戻しをする現生の主竜類よりも鱗竜形類に似ていたことを示唆する。 このことは大型獣脚類の糞石に骨が多く含まれることからも確証される。魚には多量のカルシウムが含まれており、雛が本能的にそれを求めていた可能性がある。あるいは、親が魚を与えていた可能性がある。糞に皮膚が含まれていたのは消化が困難であったためと予想される。
胃の中の大型の鱗竜類の残骸は噛み砕かれ、より消化されやすい状態になっていた。雛が噛み砕くのは困難であり、捕食者やスカヴェンジャーによりきれいに引き裂かれ、簡単に飲み込めるようになった死体にたまたま出くわすこともありそうにないため、ダル・サッソとMaganucoはこれが親による世話があったことを強く示唆するものだと考えた。

#### 呼吸
呼吸器はほとんど保存されていないものの、得られた間接的な証拠から広範ないくつかの結論が引き出される。1999年にジョン・ルーベンらは横隔膜が存在するように見える化石の写真に基づいて、スキピオニクスの呼吸器は鳥類のものとは異なり、ワニのものに似ていると推測した。肝臓が大きく、体腔は心臓や肺などのある前半の区画と腸のある広範の区画に完全に分かれていた。これは隔壁のある肺が存在し、肝臓と横隔膜筋によって動かされるhepatic-piston横隔膜によって換気していたことを示唆する。横隔膜筋は化石の恥骨に付着して観察されている。 このようなシステムはコエルロサウルス類の獣脚類は鳥類と同様に気嚢によって肺の空気が換気されるという説に反し、獣脚類が冷血動物であったことを暗示する。
しかし、ジョン・ルーベンの結論はこの説に欠陥があると主張しているLawrence Witmerなど、複数の研究者から疑問視されている。2001年の研究ではこれは肝臓が不明確な暈状の形で保存されていたためであり、 死後体液が元の臓器よりも広がってしまっていた可能性があり、正確な大きさは決定できないと結論している。いずれにせよ横隔膜そのものや位置は確認できなかった。多くの鳥類の肝臓も大きく、肝臓が大きいという特徴は気嚢システムにも適用できる。暈の前方の小さな体腔は肺が鳥類のもののように硬く小さなものであったことを示唆するようにみえる。横隔膜筋と仮定したものは某出の過程で非生物由来の方解石のノジュールが研磨や彫刻されたことによって生じたアーティファクトが幻の筋繊維のように見えたもののようだ。
グレゴリー・ポールおよびDavid Martillは恥骨と腸の間の空間には大型の気嚢があったと仮説している。しかし、ダル・サッソとMaganucoは生きている鳥類では腹部後部の気嚢は腸を前方へと押すようなことはないとしてこの仮説を拒絶し、むしろこの空洞には卵黄嚢があったのではないかと考えた。しかしながら、椎骨は気嚢により含気化されていた可能性が高い。頸部と胴にある含気孔のない椎骨は頸部の基部、肺、腹部の3つの気嚢系の境界を示しているようだ。肋骨の骨頭が二重であり胸部が堅く、腹肋骨で呼吸していたことを示している。マニラプトル形類では肋骨にかぎ状の突起があり、骨化した胸骨の関節で胸郭を柔軟に動かすことが可能であるが、スキピオニクスにはこの突起が見られない。

#### 成長
スキピオニクスのホロタイプは珍しい非鳥獣脚類の生まれたての雛の標本である。他の最重要な非常に若い個体の標本としてはビロノサウルスの雛のものがあるがスキピオニクスのものよりはるかに不完全である。幼さは各部の比率、骨化の程度、骨の癒合程度に反映されている。その最も顕著な部分は相対的大きく、短い頭部である。
ダル・サッソとMaganucoはこの雛の絶対年齢を決定することを試みた。泉門がまだ閉じておらず、上限でも生後約5週間である。主竜類では遅くても数週間で歯の生え変わりがあるものの、いずれの歯でも生じていないことから下限値も示される。最も正確な年齢は卵黄嚢の大きさで分かり、おそらく生後3日、最大でも1週間とみられる。非常に幼いにもかかわらず、完全に骨化した腸骨を持ち、この雛は歩行可能であったとみられる。しかし、晩成性の鳥類であっても骨盤の骨は孵化後数日で完全に骨化するため、この特徴はスキピオニクスが早成性であったことを意味するものではない。

## 参照
1. 1 2 3 4 5  Poling, Jeff (1998年). “Skippy the dinosaur”.   Journal of Dinosaur Paleontology. 2007年2月4日時点のオリジナルよりアーカイブ。2007年3月1日閲覧。
2. ↑  Leonardi, G. & Teruzzi, G., 1993, "Prima segnalazione di uno scheletro fossile di dinosauro (Theropoda, Coelurosauria) in Italia (Cretacico di Pietraroia, Benevento)", Paleocronache 1993: 7-14
3. ↑  Dal Sasso, C. and Signore, M., 1998, "Scipionyx samniticus (Saurischia, Theropoda): the first Italian dinosaur", Third European Workshop on Vertebrate Paleontology, Abstract: 23
4. ↑  Holtz, Thomas R. Jr. (2011) Dinosaurs: The Most Complete, Up-to-Date Encyclopedia for Dinosaur Lovers of All Ages.
5. ↑  Leonardi, G. & Avanzini, M., 1994, "Dinosauri in Italia", Le Scienze (Quaderni), 76: 69-81
6. ↑  Signore, M., 1995, Il teropode del Plattenkalk della Civita di Pietraroia (Cretaceo inferiore, Bn). Thesis, Dip. Paleont. Univ. Napoli "Federico II"
7. ↑  Dal Sasso, C. and Signore, M. (1998). "Exceptional soft tissue preservation in a theropod dinosaur from Italy." Nature, 392: 383-387.
8. ↑  Cristiano Dal Sasso & Giuseppe Brillante, 2001, Dinosauri italiani, Marsilio pp 256
9. ↑  Dal Sasso, C. and Signore, M., 1998, "Scipionyx samniticus (Theropoda: Coelurosauria) and its exceptionally well preserved internal organs", Journal of Vertebrate Paleontology 18 (3): 37A
10. 1 2 3 4 5 6 7 8 9 10 11 12 13 14 15 16 17 18 19 20 21 22 23 24 25 26 27 28 29 30 31 32 33 34 35 36 37 38 39 40 41 42  Cristiano dal Sasso & Simone Maganuco, 2011,  Scipionyx samniticus (Theropoda: Compsognathidae) from the Lower Cretaceous of Italy — Osteology, ontogenetic assessment, phylogeny, soft tissue anatomy, taphonomy and palaeobiology, Memorie della  Società Italiana de Scienze Naturali e del Museo Civico di Storia Naturale di Milano XXXVII(I): 1-281
11. ↑  “(PDF) Comments on the Mesozoic theropod dinosaurs from Italy” (英語). ResearchGate. 2021年12月28日閲覧。
12. ↑  https://theropoda.blogspot.com/2021/09/carcharodontosauri-ditalia.html?m=1
13. ↑   https://www.researchgate.net/publication/379902868_A_Unified_Framework_for_Predatory_Dinosaur_Macroevolution
14. ↑   Cau, Andrea (18 aprile 2024). “Theropoda: The Rise of the Tyrannies, the Fall of the Nursery Clades, and the Theropod Theory of Everything”. Theropoda. 2024年5月27日閲覧。
15. ↑  Reisdorf, A.G., and Wuttke, M. (2012). "Re-evaluating Moodie's Opisthotonic-Posture Hypothesis in fossil vertebrates. Part I: Reptiles - The taphonomy of the bipedal dinosaurs Compsognathus longipes and Juravenator starki from the Solnhofen Archipelago (Jurassic, Germany)." Palaeobiodiversity and Palaeoenvironments, doi:10.1007/s12549-011-0068-y
16. ↑  John A. Ruben, Cristiano Dal Sasso, Nicholas R. Geist, Willem J. Hillenius,  Terry D. Jones and Marco Signore (1999), “Pulmonary Function and Metabolic Physiology of Theropod Dinosaurs”, Science 283 (5401):  514–516, Bibcode: 1999Sci...283..514R, doi:10.1126/science.283.5401.514, PMID 9915693  Abstract and citations at Science journal site
17. ↑  Browne, Malcolm W (26 January 1999), “Spectacular fossil reveals dinosaur soft part anatomy and supports cold-blooded dinos not related to birds”, New York Times